# TT58
La tombe thébaine TT 58 est située à Cheikh Abd el-Gournah, dans la nécropole thébaine, sur la rive ouest du Nil, face à Louxor en Égypte.
Le tombeau a été à l'origine pour un courtisan de l'époque d'Amenhotep III lors de la XVIIIe dynastie. Dans la salle il y a toujours une scène avec le propriétaire d'origine qui comparait devant Amenhotep III et les déesses Hathor dans une scène, Maât dans une autre.
Le tombeau a été usurpé pendant la XIXe ou XXe dynastie par un homme appelé Amenhotep et son fils Amenemone.
Amenemone (le fils) est un scribe des offrandes sacrées d'Amon, scribe du temple de Mout, et scribe dans le temple de Ramsès II : « Bien-aimé d'Amon ».
Amenemone est accompagné de son épouse Henoutanensou. Amenhotep, le père d'Amenemone est un surveillant des prophètes d'Amon.